# Lekeitio
Lekeitio – gmina w Hiszpanii, w prowincji Biskaja, w Kraju Basków, o powierzchni 1,9 km². W 2011 roku gmina liczyła 7419 mieszkańców.
W maju 2016 roku w Lekeitio w jaskini Armintxe odkryto malowidła naskalne sprzed 14 tysięcy lat.